# Wioślarstwo na Igrzyskach Panamerykańskich 2019
Wioślarstwo na Igrzyskach Panamerykańskich 2019 odbywało się w dniach 6–10 sierpnia 2019 roku na Albúfera de Medio Mundo położonym w regionie Lima. Dwustu dwudziestu zawodników obojga płci rywalizowało łącznie w czternastu konkurencjach.

## Podsumowanie

### Klasyfikacja medalowa
| Klasyfikacja medalowa | Klasyfikacja medalowa | Klasyfikacja medalowa | Klasyfikacja medalowa | Klasyfikacja medalowa | Klasyfikacja medalowa |
| Miejsce               | państwo               | Złoto                 | Srebro                | Brąz                  | Razem                 |
| --------------------- | --------------------- | --------------------- | --------------------- | --------------------- | --------------------- |
| 1                     | Chile                 | 4                     | 2                     | 2                     | 8                     |
| 2                     | Argentyna             | 3                     | 3                     | 3                     | 9                     |
| 3                     | Kuba                  | 2                     | 3                     | 5                     | 10                    |
| 4                     | Meksyk                | 2                     | 2                     | 1                     | 5                     |
| 5                     | Kanada                | 2                     | 1                     | 0                     | 3                     |
| 6                     | Urugwaj               | 1                     | 0                     | 0                     | 1                     |
| 7                     | Brazylia              | 0                     | 1                     | 2                     | 3                     |
| 8                     | Stany Zjednoczone     | 0                     | 1                     | 1                     | 2                     |
| 9                     | Trynidad i Tobago     | 0                     | 1                     | 0                     | 1                     |
| Razem                 | Razem                 | 14                    | 14                    | 14                    | 42                    |

### Medaliści
| Konkurencja                       | 1. miejsce | 2. miejsce | 3. miejsce |           |
| Mężczyźni                         | Mężczyźni | Mężczyźni | Mężczyźni | Mężczyźni |
| --------------------------------- | --- | --- | --- | --------- |
| Jedynka                           | Ángel Fournier | Juan Carlos Cabrera | Brian Rosso |           |
| Dwójka podwójna                   | Argentyna · Rodrigo Murillo · Cristian Rosso | Kuba · Boris Guerra · Adrian Oquendo | Brazylia · Lucas Batista · Lucas Verthein |           |
| Dwójka podwójna wagi lekkiej      | Meksyk · Alan Armenta · Alexis Lopez | Argentyna · Alejandro Colomino · Carlo Lauro Gracia | Chile · Cesar Abaroa · Eber Sanhueza |           |
| Czwórka podwójna                  | Urugwaj · Bruno Cetraro · Martin Gonzalez · Leandro Salvagno · Marcos Sarraute                                                                          | Argentyna · Rodrigo Murillo · Brian Rosso · Cristian Rosso · Ariel Suarez                                                                                                 | Kuba · Reidy Cardona · Boris Guerra · Adrian Oquendo · Jorge Patterson                                                                                            |           |
| Dwójka bez sternika               | Chile · Ignacio Abraham · Christopher Kalleg | Brazylia · Pau Vela · Xavier Vela | Argentyna · Agustin Diaz · Axel Haack |           |
| Czwórka bez sternika              | Argentyna · Ivan Carino · Agustin Diaz · Francisco Esteras · Azel Haack                                                                                 | Kuba · Carlos Ajete · Reidy Cardona · Eduardo Gonzalez · Jesus Rodriguez                                                                                                  | Brazylia · Gabriel Campos · Alef Fontoura · Willian Giaretton · Fabio Moreira                                                                                     |           |
| Czwórka bez sternika wagi lekkiej | Chile · Felipe Cárdenas · Roberto Liewald · Fabián Oyarzún · Felipe Oyarzún                                                                             | Meksyk · Angy Canul · Alexis Lopez · Rafael Mejia · Marco Velazquez | Kuba · Alexei Carballosa · Osvaldo Pérez · Ennier Tamayo · Yhoan Uribarri ·                                                                                       |           |
| Ósemka                            | Argentyna · Iván Carino · Francisco Esteras · Axel Haack · Tomás Herrera · Joel Infante · Rodrigo Murillo · Joel Romero · Agustín Scenna · Ariel Suárez | Chile · César Abaroa · Alfredo Abraham · Ignacio Abraham · Selim Echeverría · Christopher Kalleg · Francisco Lapostol · Antonia Liewald · Nelson Martínez · Óscar Vásquez | Kuba · Carlos Ajete · Reidy Cardona · Eduardo González · Boris Guerra · Yoelvis Hernández · Adrián Oquendo · Jorge Patterson · Jesús Rodríguez · Yadian Rodríguez |           |
| Kobiety                           | | | |           |
| Jedynka                           | Jessica Sevick | Felice Chow | Soraya Jadue |           |
| Jedynka wagi lekkiej              | Kenia Lechuga | Milka Kraljev | Milena Venega |           |
| Dwójka podwójna                   | Kuba · Yariulvis Cobas · Aimee Hernandez | Stany Zjednoczone · Margaret Fellows · Julia Lonchar | Argentyna · Milka Kraljev · Oriana Ruiz |           |
| Dwójka podwójna wagi lekkiej      | Kanada · Katherine Haber · Jaclyn Stelmaszyk | Chile · Isidora Niemeyer · Yoselyn Carcamo | Kuba · Rosana Serrano · Milena Venega |           |
| Czwórka podwójna                  | Chile · Melita Abraham · Antonia Abraham · Soraya Jadue · Isidora Niemeyer                                                                              | Kuba · Yariulvis Cobas · Marelis González · Aimee Hernández · Rayma Ortíz                                                                                                 | Stany Zjednoczone · Margaret Fellows · Solveig Imsdahl · Julia Lonchar · Keara Twist                                                                              |           |
| Dwójka bez sternika               | Chile · Melita Abraham · Antonia Abraham | Kanada · Jessie Loutit · Larissa Werbicki | Meksyk · Maite Arrillaga · Fernanda Ceballos |           |